# Otto Kriens
Otto Kriens (* 31. August 1930 in Rheine; † 14. April 2014 in Bremen) war ein deutscher Mediziner.

## Leben

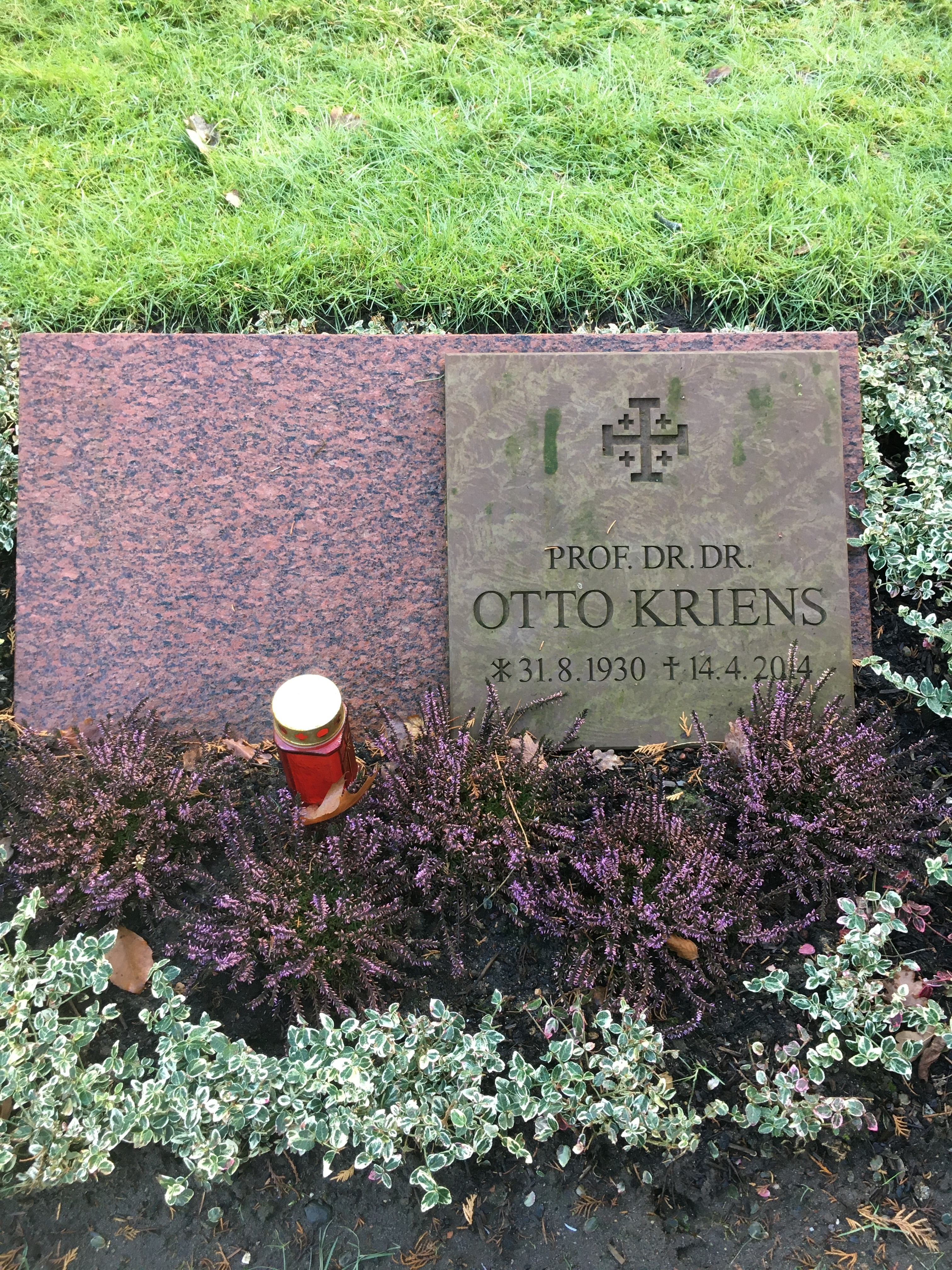
Grabstätte auf dem Friedhof Ohlsdorf

Otto Kriens, Sohn eines Zahnarztes, studierte nach seinem Abitur am Gymnasium Dionysianum in westfälischen Rheine von 1951 bis 1956 Zahnmedizin an der Westfälischen Wilhelms-Universität in Münster. 1956 wurde er mit einer Arbeit über die Kiefer-Gesichtschirurgie zum „Dr. med. dent.“ promoviert und studierte anschließend Humanmedizin in Münster. 1958 erfolgte die Staatsprüfung, 1959 die Promotion zum „Dr. med.“ Von 1959 bis 1960 studierte er in den USA und beendete seine Ausbildung zum Facharzt für Mund- und Kieferkrankheiten an der Universität Hamburg. 1970 habilitierte er sich in Hamburg.
1975 wurde er zum außerplanmäßigen Professor an die Friedrich-Alexander-Universität Erlangen-Nürnberg berufen. Kurz darauf erfolgte die Ernennung zum Direktor und Chefarzt der Klinik für Kiefer-Gesichtschirurgie am Zentralkrankenhaus Sankt-Jürgen-Straße des Klinikums Bremen-Mitte in Bremen.
Kriens entwickelte die Methode der Intravelaren Veloplastik, die eine der Standardmethoden der modernen Chirurgie wurde. Er galt als Experte der Spaltchirurgie. Er engagierte sich für die Organisation International Association of Dento-Maxillo-Facial Radiology (IADMFR) und war deren langjähriger Herausgeber des Fachjournals.
1981 wurde Otto Kriens von Kardinal-Großmeister Maximilien Kardinal de Fuerstenberg zum Ritter des Ritterordens vom Heiligen Grab zu Jerusalem ernannt und am 23. Mai 1981 im Augsburger Dom durch Franz Hengsbach, Großprior der deutschen Statthalterei, investiert. Er war zuletzt Komtur des Ordens.
Seine letzte Ruhestätte erhielt Otto Kriens auf dem Hamburger Friedhof Ohlsdorf. Sie liegt östlich des Prökelmoorteichs im Planquadrat BT 61.

## Auszeichnungen und Ehrungen
- Ritterschlag zum Ritter vom Heiligen Grab durch Kardinal-Großmeister Maximilien Kardinal de Fuerstenberg (1981)

## Schriften
- Untersuchungen über die absolute Eosinophilenzahl des kindlichen Blutes und ihr Verhalten nach Flickerlicht-Beleuchtung beider Augen, 1956
- Akrogerie. Dissertation, Münster 1959 (DNB 480073740)
- Dreidimensionale Modellanalyse von Neugeborenenoberkiefer mit vollkommener, einseitiger Kiefer-Gaumen-Spalte und gleichzeitiger partieller Lippenspalte, 1997